# Сергей Смирнов
Сергей Сергеевич Смирнов (13 [26] септември 1915 г., Петроград, Руска империя – 22 март 1976 г., Москва, СССР) – съветски писател, историк, радио и телевизионен водещ, общественик. Лауреат на Ленинска награда (1965). Член на ВКП(б) от 1946 г.

## Биография
Роден на 13 (26) септември 1915 г. в Петроград в семейството на инженер. Детството си прекарва в Харков.
Без да завърши една година обучение, той се прехвърля от Московския енергиен институт в Литературния институт на името на. М. Горки (1941).
Започва да публикува през 1934 г. като журналист. От 1937 г. е литературен сътрудник в редакцията на вестник „Гудок“. От 1941 г. работи в отбранителен завод.
През юни 1941 г. той доброволно се присъединява към един от московските изтребителни батальони. През 1942 г. завършва Севастополското зенитно-артилерийско училище в Уфа. Участник във Великата отечествена война от февруари 1943 г. (Северо-западен фронт). От юли 1943 г. по препоръка на С. Д. Глуховски е военен журналист, специален кореспондент на вестник „Храброст“ на 27-ма армия. Капитан. Член на КПСС от 1946 г., става кандидат за партиен член на фронта.
След войната работи като редактор във Военно издателство, остава в редовете на Съветската армия. Уволнен е от армията през 1950 г. с чин подполковник.
Заместник главен редактор на списание „Нов свят“ (ноември 1953 – октомври 1954 г.). През 1959 – 1960 г. е главен редактор на „Литературная газета“. Той става първият водещ на телевизионния алманах „Подвиг“, който излиза на 2 март 1965 г. по Първа централна телевизионна програма. През 1975 – 1976 г. е секретар на Съюза на писателите на СССР.
Участва в съвместно заседание на президиума на управителния съвет на Съюза на писателите на СССР, на бюрото на организационния комитет на Съюза на писателите на РСФСР и президиума на управителния съвет на московския клон на Съюза на писателите на СССР. РСФСР на 27 октомври 1958 г., на която единодушно е приета резолюция за изключване на Борис Пастернак от Съюза на писателите на СССР. В подкрепа на това решение на ръководството на писателските организации на СССР в Москва е организирана среща на писатели, предназначена да демонстрира широка подкрепа от творческата общност на кампанията за осъждане на Пастернак. С. С. Смирнов, като ръководител на московския клон на Съюза на писателите, изиграва ключова роля в подготовката на това събитие, което се провежда под негово ръководство и с участието на партийния организатор на московската организация на писателите Виктор Ситин. Срещата се състои на 31 октомври 1958 г. Председател на тази среща е С. С. Смирнов и той я открива със своя реч, чиито основни тези са своеобразна насока за следващите оратори. Той обявява:
| „ | И така, другари, романът „Доктор Живаго“, по мое дълбоко убеждение, е апология на предателството.<…> Когато затворих тази книга, някак си неволно се съгласих с думите на другаря Семичастни, които той каза на Пленума на ЦК на Комсомола. [Семичастни каза, че Пастернак е дори по-лош от прасе, което никога не сере, където яде]. Може би това бяха донякъде груби думи и сравнения с отвратителни, но по същество това е вярно. Та нали 40 години сред нас живееше и се хранеше един човек, който беше наш прикрит враг, носещ омраза и злоба в себе си. Също като Доктор Живаго, той се страхуваше открито да премине на страната на врага. .<…> [за реакцията на Пастернак при присъждането на Нобелова награда] След това този човек, който винаги е бил вътрешен емигрант, окончателно се изложи като враг на своя народ и литература. Този акт най-накрая бележи края на политическото и морално падение на Пастернак. Този акт внезапно сложи край на неговите предателски действия.<…> Струва ми се, че Б. Пастернак също е достоен за такава гражданска екзекуция и изглежда, че трябва да се обърнем към правителството с молба да лиши Пастернак от съветско гражданство!” (Аплодисменти.) | “ |

Според мемоариста А. П. Нилин, който е познавал отблизо семейство Смирнови, през следващите години Смирнов вярва, че е направил всичко правилно.
Подписва писмо от група съветски писатели до редакцията на вестник „Правда“ на 31 август 1973 г. относно Александър Солженицин и Андрей Сахаров. В същото време през март 1966 г. той подписва писмо от 13 дейци на съветската наука, литература и изкуство до Президиума на ЦК на КПСС срещу реабилитацията на Йосиф Сталин.
Сергей Сергеевич е един от инициаторите на създаването, както и ръководител на Съветския комитет за солидарност с гръцките демократи, чиято дейност е насочена към борба с режима на „черните полковници“ в Гърция.
През 1975 г. Сергей Смирнов, който е в тежко състояние поради заболяване (рак на гърлото), продължава да работи; той написва книга за маршал Георгий Жуков, която така и не завършва. Сергей Смирнов също възнамерява да проучи още няколко „бели петна“ във военната история на Русия.
Умира на 22 март 1976 г. Погребан е в Москва на гробището Новодевичи (място № 9).
През 1979 г. в Азовско море е спуснат параход, който носи името на писателя Сергей Смирнов.

## Семейство
- Жена – Виргиния (Вергинэ) Генриховна Смирнова (1915 – 2011), пианистка.
- Син – Андрей Сергеевич Смирнов (р. 1941 г.), филмов режисьор („Белоруската гара“, „Есен“, „Имало едно време една жена“ и др.), сценарист, актьор („Дневникът на жена му“, „Наметалото на Казанова“ и др.),
- Внучка – Авдотя Андреевна Смирнова (родена на 29 юни 1969 г. в Москва) – сценарист, режисьор, телевизионен водещ, публицист. Водещ (заедно с Татяна Толстая) на програмата „Училище на скандала“ по канала NTV. Синът на Авдотя Смирнова и изкуствовед Аркадий Иполитов е Данила Иполитов (роден през 1990 г.), световен шампион по плажен футбол през 2012 г. като част от руския национален отбор (вратар), филмов продуцент, завършил Държавния университет за кино и телевизия (продуцентски курс на Сергей Селянов).
- Внучка – Александра Андреевна Смирнова, Внучка – Аглая Андреевна Смирнова (родена на 7 август 1980 г.), Внук – Алексей Андреевич Смирнов (роден на 9 юли 1991 г. в Москва), актьор, режисьор. През 2015 г. завършва режисьорския отдел на ВГИК (работилница на Сергей Соловьов).
- Син – Константин Сергеевич Смирнов (р. 1952 г.), телевизионен водещ, автор и водещ на програмата „Големи родители“ по канала НТВ, продуцент на програмата „Училище на скандала“.
- Внук – Сергей Константинович Смирнов (роден на 21 януари 1977 г.), банкер.
- Внучка – Елизавета Константиновна Смирнова (родена на 24 юли 1998 г.), изкуствовед, специалист по връзки с обществеността. През 2019 г. завършва Факултета по изкуствознание на Националния изследователски университет Висше училище по икономика.

## Творчество
През 1939 и 1940 г. излизат книги с негови очерци, посветени на живота и делото на железничарите.
В следвоенните години той публикува книги с есета „В битките за Будапеща“, „Династия Казанцев“ (М., 1949 г.). Има издадени книги с пътни бележки: „Едно пътуване до Куба“, „В Италия“, „В най-далечната страна“ и др.
Той прави много за увековечаването на паметта на героите от войната. Изявите му в печата, по радиото и телевизията, в популярния телевизионен алманах „Подвиг“ имат огромен принос за издирването на безследно изчезналите по време на войната и нейните незнайни герои. Той е първият, който пише за редица подвизи на съветските войници.
За първи път той прави публично достояние героичната епопея на защитата на Брестката крепост, която дълго време остава в неизвестност. Полага голяма работа по събиране на материали за защитниците на крепостта. През 60-те години той е автор и водещ на поредица от телевизионни програми по Всесъюзната телевизия, посветени на Брестката крепост. Радио и телевизионните предавания, провеждани от Смирнов в продължение на няколко години, пораждат масово патриотично движение за търсене на неизвестни герои. Смирнов получава повече от милион писма.
Неговите книги са посветени на темата за войната: „На полетата на Унгария“, М., 1954 г .; „Сталинград на Днепър“, М., 1958 г .; „В търсене на героите от Брестката крепост“, М., 1959 г .; „Имаше голяма война“, М., 1966 г .; „Семейство“, М., 1968 г.
За книгата „Брестката крепост“ (1957 г., второ, допълнено и разширено издание – 1965 г.) С. С. Смирнов е удостоен с Ленинска награда през 1964 г. Награден с орден Ленин.
Писателят направи много за възстановяване на доброто име на войниците, които са пленени по време на войната и по-късно осъдени в СССР за това. „Със своята книга Смирнов беше първият, който поставя под съмнение установената презумпция за виновност на военнопленниците и е първият, който се осмели да премине през това „минно поле“.
Автор на пиеси, които по едно време бса широко играни на сцените на СССР: „Крепостта над Буг“ (1955), „Хората, които видях“ (1958).
Филмови сценарии също са посветени на темата за Великата отечествена война: „Името му беше Федор“ (1963), „Те отидоха на изток“ (1965), „Катюша“ (1964), „Великата отечествена война“ (1965), „Град под липите“ (1968), „Семейство Соснин“ (1968).
През 1958 – 1970 г. той посещава 50 страни и описва пътуванията си в репортажи и есета.
Автор на известната пародия „Какво, искаш да се смееш?“ на Всеволод Кочетов („Какво искаш?“) и пародията „Кавалерийски бунт“ на Семьон Бабаевски („Синовен бунт“).
Някои епизоди от документалните изследвания на Смирнов са използвани в неговите произведения на изкуството от Борис Василиев, с когото С. С. Смирнов е бил приятел.

## Памет
- С. С. Смирнов е живял в къща № 74 на булевард на Мира в Москва през 1965 – 1976 г.
- На името на Смирнов е кръстена улица в град Брест.
- На къщата, в която е живял С. Смирнов в Москва, има паметна плоча.

## Награди и премии
- Ленинска награда (1964) – за книгата „Брестската крепост“ (1957; второ издание, 1965)
- Орден „Ленин“
- Орден „Червеното знаме на труда“
- Два ордена на Червена звезда (1944, 1945)
- Медали (включително медала за превземането на Будапеща)